# Albert Oliver
Albert Oliver Campos (Tarrasa, Barcelona; 4 de junio de 1978) es un exjugador y entrenador de baloncesto español. Con 1,87 de estatura, ocupaba la posición de base. Ha sido internacional con la selección absoluta de España en las ventanas de clasificación para el Mundial 2019. Actualmente es entrenador asistente del Club Baloncesto Gran Canaria de la Liga Endesa.

## Trayectoria

### Como jugador
Albert Oliver se formó en la cantera del Sferic Terrassa y es junto con Joan Peñarroya y Guille Rubio el baloncestista más destacado de Terrasa. Con 18 años ficha por las categorías inferiores del Club Joventut de Badalona, llegando a participar en el primer equipo durante la temporada 97-98 y 98-99. El primer equipo donde empezó a destacar fue el Lleida Bàsquet, jugando dos temporadas en LEB, la segunda de ella ascendiendo a la Liga ACB. 
Después se consolidó en la élite en el Bàsquet Manresa, equipo en el que jugó la temporada 2001-02 en Liga LEB y con el que asciende de nuevo a ACB. Juega a un gran nivel en el equipo catalán durante 4 años en ACB, y fichó por el Valencia Basket, jugando con los taronja durante 3 años. 
Su siguiente equipo sería el Club Baloncesto Estudiantes, destacando durante 2 años en la dirección del equipo estudiantil, volvería al Club Joventut de Badalona, donde jugaría otras dos temporadas, sorprendiendo sobre todo en la segunda de ellas, la 2012-13, realizando una de sus mejores temporadas como profesional, en la que es nominado como jugador del mes de abril, alcanzando una valoración de 25,75 puntos, y promediando 22,0 puntos, 4,0 rebotes, 3,25 asistencias, 0,75 balones recuperados y 4,75 faltas personales forzadas. También es de destacar lo fiable que se mostró en los tiros libres, alcanzando un increíble promedio del 95 %.
Después de revalorizarse y ser uno de los mejores bases de la competición la temporada 2012-13, para la temporada 2013-14 fichó por el C. B. Gran Canaria por dos temporadas. Con el equipo insular estrena su palmarés con la Supercopa de España del año 2016, previamente había sido subcampeón de la Copa del Rey 2016 y de la Eurocup 2014-15.
El 19 de octubre de 2017 cumplió 20 años como profesional, desde que debutara con el Club Joventut de Badalona en el año 1997 en ACB, en el momento de cumplir esta efeméride había disputado 534 partidos en 18 temporadas en Liga ACB. 
Después de 6 temporadas en el CB Gran Canaria no renovó el contrato con el equipo canario y fichó en julio de 2019 por el Real Betis Baloncesto. Durante la temporada 2019-20, en las filas del Real Betis promedió 5.6 puntos (47.8% en tiros de dos, 38.8% en triples y 91.7% en libes) y 2.1 asistencias en 14.0 minutos.
El 11 de septiembre de 2020, refuerza al Monbus Obradoiro de la Liga Endesa durante los primeros dos meses de competición, tras la lesión del base turco Kartal Özmızrak. Después de dos meses, renovó el contrato con el equipo gallego hasta el final de temporada.
En noviembre de 2020, con 42 años y 5 meses, se convirtió en el jugador español más veterano en jugar un partido en la Liga ACB, superando el anterior récord de Joan Creus, y solo por detrás de los jugadores estadounidenses Mike Higgins (43 años) y Darryl Middleton (45 años).
Después de 22 temporadas en ACB, en abril de 2021 se convirtió en el cuarto jugador de la historia con más asistencias, después de Pablo Laso, Marcelinho Huertas y Nacho Azofra.
En mayo de 2021 estableció un nuevo récord de longevidad, al ser el jugador que más tiempo ha estado en la élite desde que debutara, 23 años y 7 meses. El base superó el tiempo transcurrido entre el primer partido de Joan Creus y el último.
En mayo de 2022 anuncia su retirada de la práctica activa del baloncesto, después de una larga carrera de 25 años como profesional, 22 temporadas con algún partido en ACB y 3 en LEB. Jugó un total de 675 partidos en ACB, siendo el séptimo jugador histórico con más partidos jugados y el cuarto en asistencias. Promedió en estos 675 partidos 7.7 puntos, 2.4 rebotes y 3.1 asistencias.

#### Canastas decisivas
Oliver es conocido por haber metido canastas inverosímiles que ha supuesto victorias para sus equipos.

#### Selección
En noviembre de 2017, con 39 años, debuta con España en la fase de clasificación para el mundial del año 2019 (conocidos como "Ventanas FIBA"). Sus dos primeros partidos se saldan con victorias, el primero 66-79 contra Montenegro, y en el segundo partido, disputado en Burgos contra Eslovenia, con un marcador, 92-84.

### Como entrenador
Tras la retirada pasó a los banquillos estrenándose como ayudante en el filial del Gran Canaria de la liga LEB plata.
En la temporada 2022-23, se convierte en segundo entrenador de Jaka Lakovič en las filas del primer equipo de Liga Endesa.